# Tiszadorogmai Göbe-erdő Természetvédelmi Terület

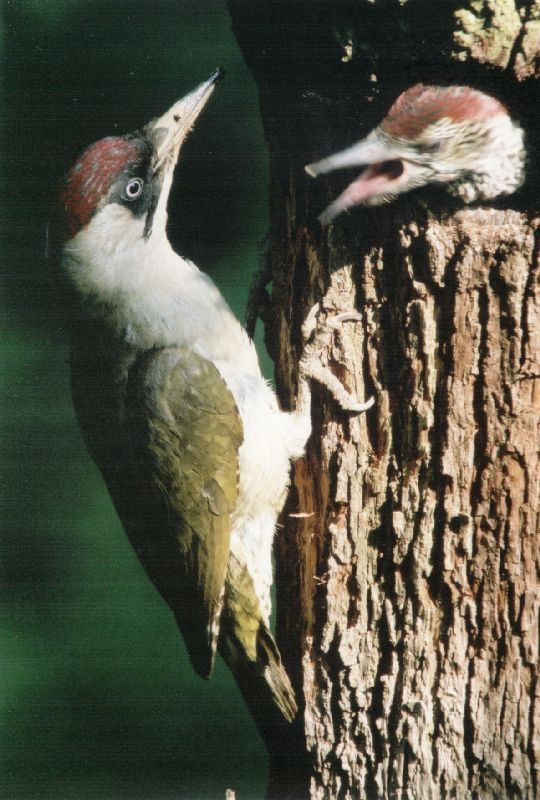
Zöldküllő

A Göbe-erdő a Tisza patkó alakú holtága, amely a folyó 19. századbeli szabályozása során jött létre a 444-es folyamkilométernél, a bal parti oldalon. Védettségének oka, hogy a Kiskörei-víztározó építésekor a folyó e szakaszának hullámtéri erdei nagyrészt megsemmisültek, ezért a Közép-Tiszavidék valamikori ártéri ligeterdeinek a Göbe-erdő élő szabadtéri múzeuma lett, mivel a tájra jellemző élővilágot még viszonylag természetes állapotában mutatja be.
A terület jelentős részét természetközeli állapotú, idős ártéri puhafa-ligeterdő borítja, melynek állományai hazánkon kívül Európa-szerte is megfogyatkoztak.
A 173 hektárnyi kiterjedésű Göbe-erdő (Göbe-morotva) nagyobb részben Tiszadorogma, kisebb részben pedig Egyek határában fekszik; észak felől a Tisza hullámterének jelenlegi gátja, más irányból pedig a régi töltés határolja. 1982 óta védett.
A terület ritka, értékes növényvilága és zavarásra érzékeny, védett madárfajai miatt korlátozottan látogatható természetvédelmi terület.

## Növényvilága

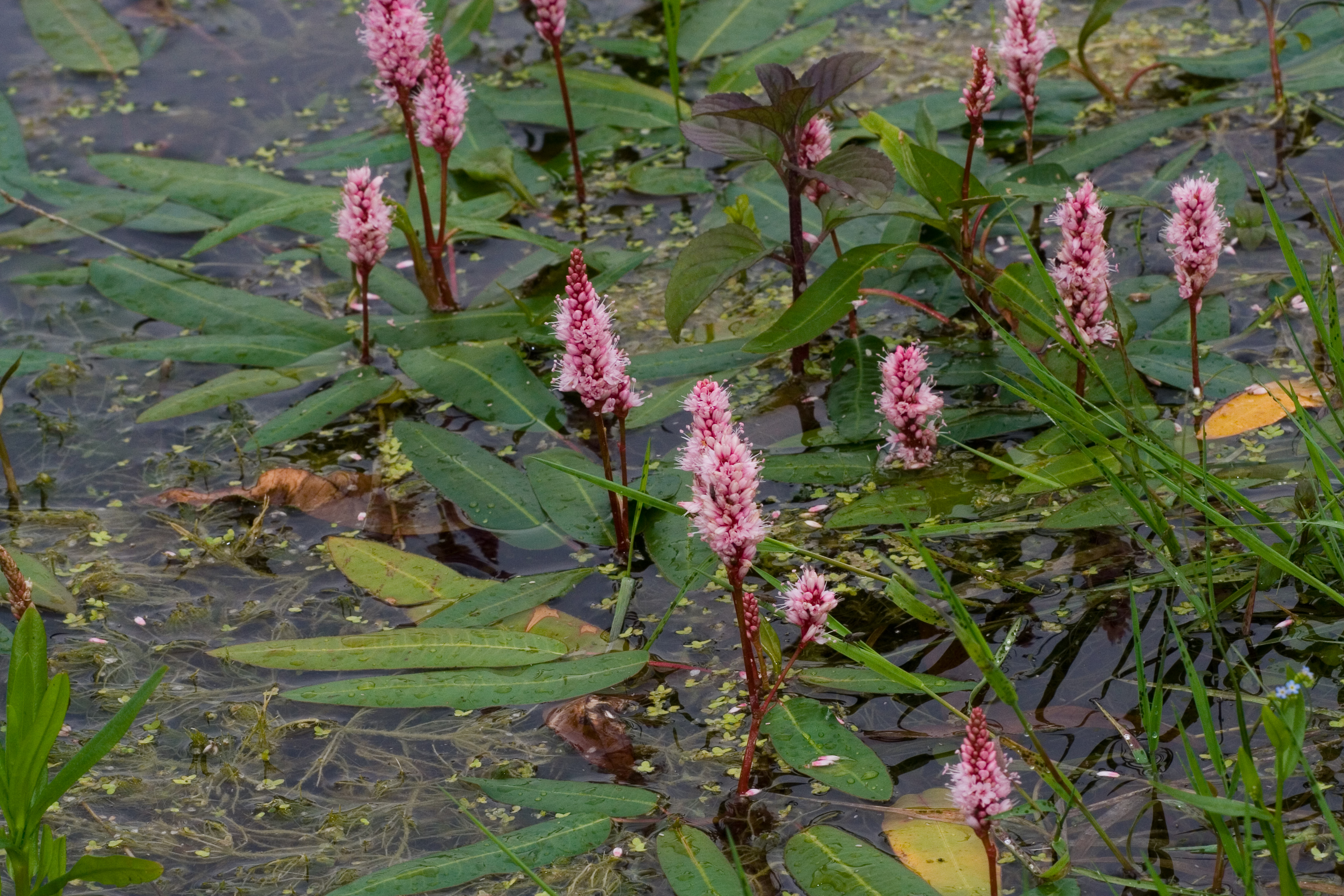
Vidra keserűfű (Polygonum amphibium L)

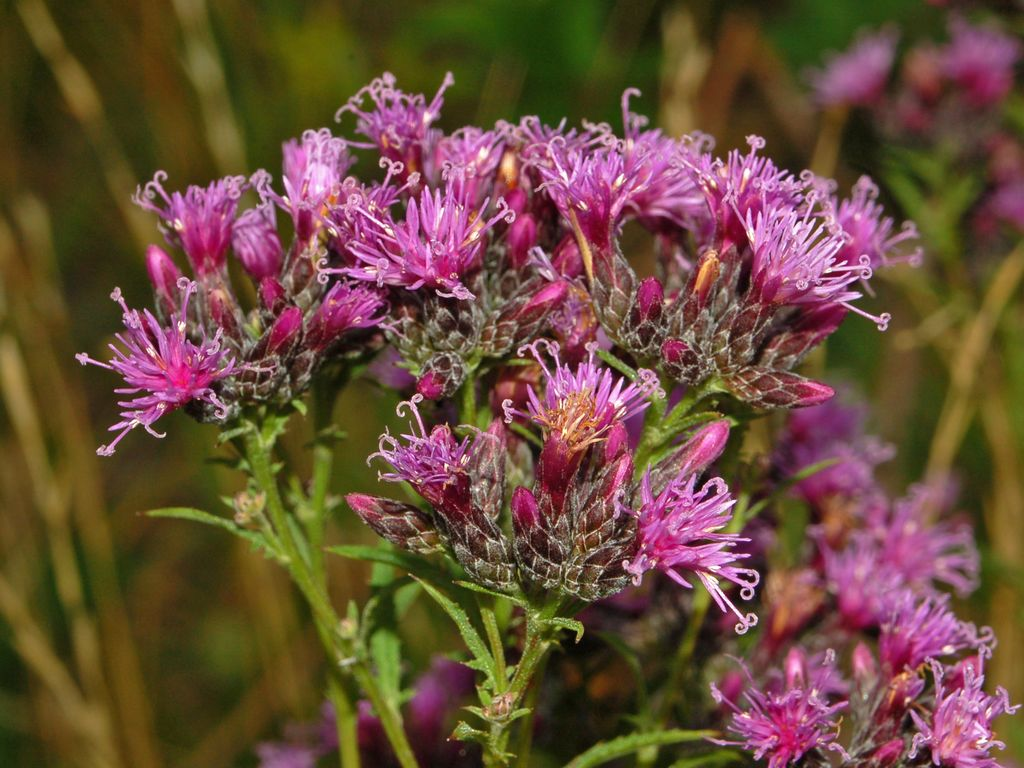
Festő zsoltina (Serratula tinctoria)

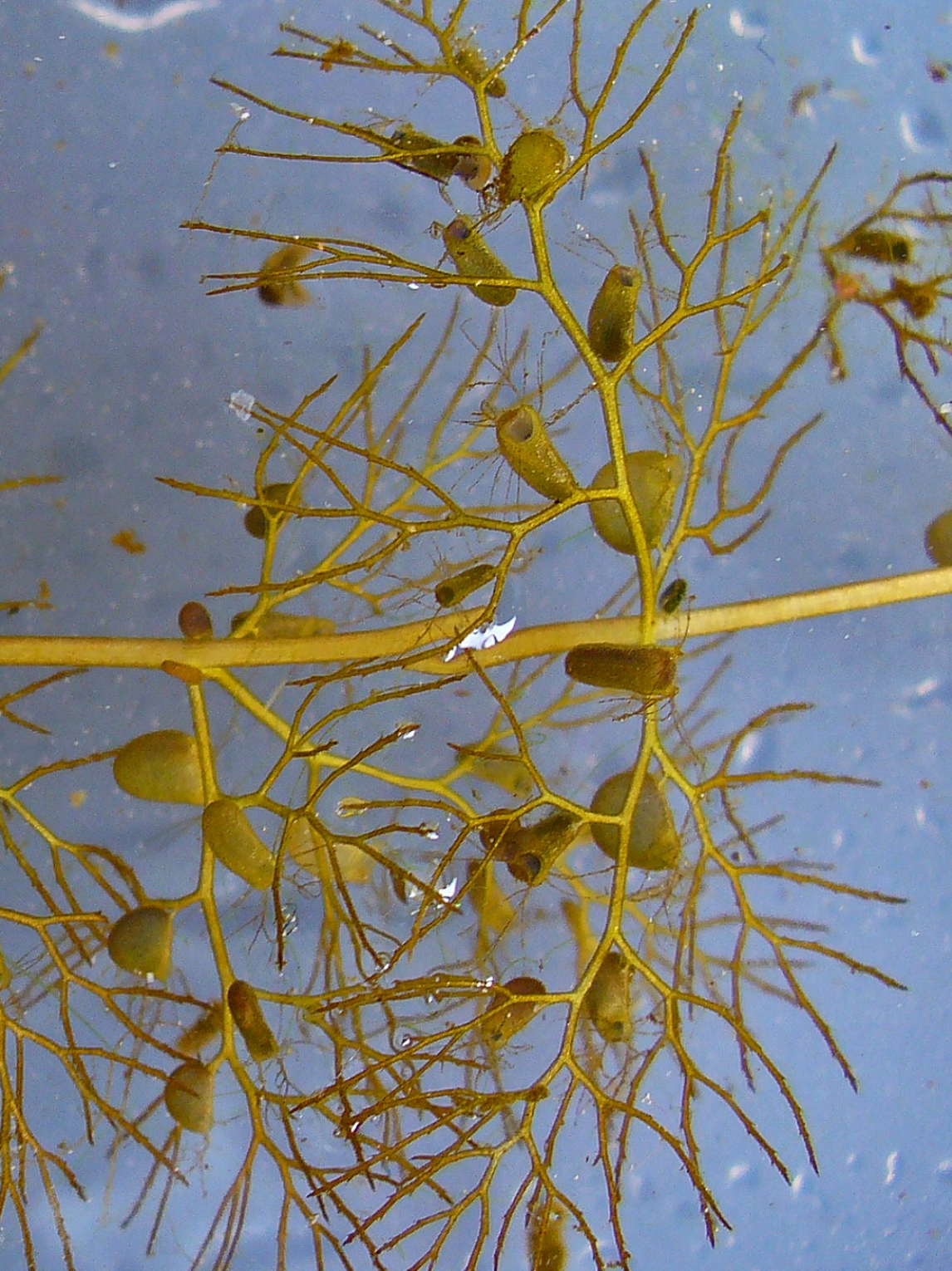
Közönséges rence (Utricularia vulgaris) víz alatti része, a növény szárán sorakozó rovarfogó tömlőkkel

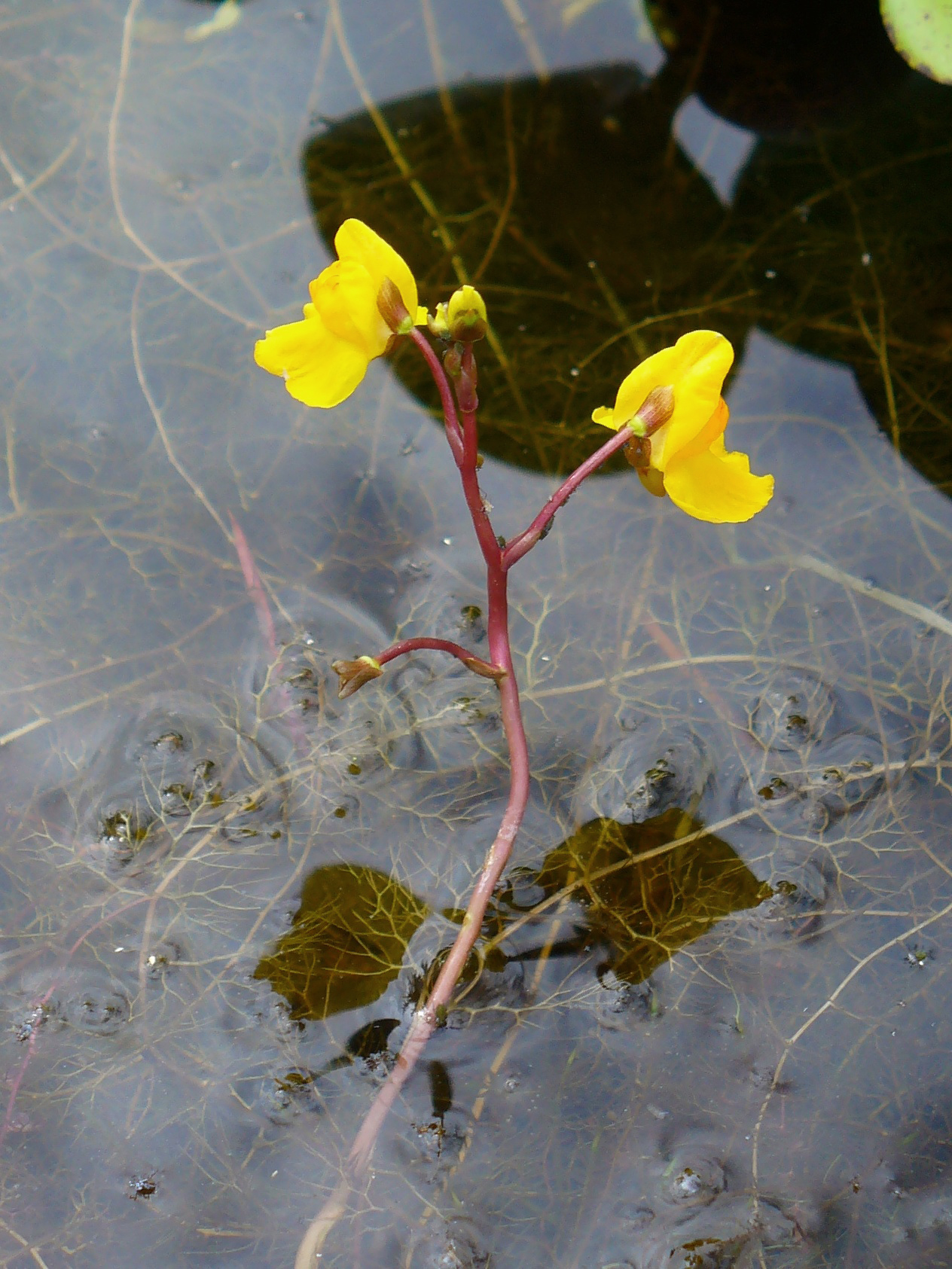
Közönséges rence (Utricularia vulgaris) víz fölé emelkedő sárga virága

A folyóholtág medrének jellemző növénytársulása az úszó- és a gyökerező hínár. A békalencsés-vízipáfrányos úszóhínárok a csapadékosabb, magasabb vízállású években nagy kiterjedésben borítják a víz felszínét. A terület uralkodó faja az apró vízipáfrány, a rucaöröm, az apró békalencse és a púpos békalencse, ritkábban pedig a bojtos békalencse.
A nádasok-gyékényesek szegélyén pedig előfordul a víz felszínén lebegő békalencsékből, részben a felszín alatt lebegő rovarfogó növényekből álló rence-békalencse hínár is, amelynek jellemző faja a rovarokat és apró rákokat fogó sárga virágú közönséges rence (Utricularis vulgaris) is, amely  "ragadozó", gyökér nélküli vízinövény, amely foglyul ejti és megemészti az apró organizmusokat, beleértve az állati eredetű egysejtűeket (protozoa), és a néhány milliméteres rákocskákat is. A "ragadozó" növény a zsákmányszerzés műveletét olyan gyorsan - a folyamat fél milliszekundum alatt zajlik le - hajtja végre, hogy a húsevő növénnyel szemben a foglyul ejtett állatnak esélye sincs a menekülésre. 
A növény levelein tojás alakú, állatfogásra szolgáló tömlők sorakoznak, amelyek "száját" egy, csupán befelé nyíló csappantyú zárja le. A tömlők nyílása előtt 2 szárnyasan tagolt sörte található. A tömlők csapdaként, és olyan villámgyorsan működnek, hogy szabad szemmel a zsákmányszerzés folyamata nem követhető. 
A grenoble-i egyetem kutatói Philippe Marmottant-nal az élen ezért egy olyan kamerát készítettek, amely másodpercenként tízezer felvételt képes készíteni. Így a filmet lelassítva a tudósoknak sikerült megismerni a vadászat módját. A ragadozó rencéről készült kisfilm a YouTube-on: 
A film lelassítása által kiderült, hogy amikor a rence "készenlétbe helyezi" a csapdát, kifújja a tömlőben lévő folyadékot, miáltal annak a belsejében alacsonyabb a nyomás, mint a környezetben. Amint a potenciális zsákmány megérinti a tömlő "szája" előtt lévő parányi sertéket, a csappantyú kinyílik, és a víz az áldozattal együtt bezúdul a tömlőbe. A számítások szerint a szívóhatás oly erős, hogy a nehézkedési gyorsulás eléri a 600 g-t. Összehasonlításként az űrhajó startjánál az asztronautákra 3,5g nehézségi gyorsulás hat, 8 g-nél pedig elveszítenék az eszméletüket.
A gyökerező hínár-társulások közül a legfontosabbak a fehér tündérrózsa és vízitök társulások (Nymphaeetum albae-luteae), míg az iszapos részeken a nagyobb tűrőképességű vidra keserűfű hínár váltja fel. Gyakori kísérő faja a békatutaj és az úszó békalencsehínár, a tavi káka, a vízi hídőr, a fodros harmatkása.
A Göbe-erdő mocsári növénytársulásai között nagy kiterjedésű nádasok nincsenek, inkább vegyes állományok találhatók, ahol a nád, tavi káka, keskenylevelű gyékény, széleslevelű gyékény, ágas békabuzogány vízi harmatkása alkotnak viszonylag összefüggő foltokat alkotnak és széles sávban érintkeznek a mocsárrétekkel az  ecsetpázsitos és a tarackos-tippanos mocsárrétek, ezek fontos kísérőfajai pedig a sovány perje, réti perje, mocsári ecsetpázsit és a réti szittyó. 
Tavasz végén nyílik a réti boglárka, a szarvaskerep és a réti lednek, a réti kakukkszegfű és a fekete nadálytő, a réti here. Nyáron a réti iszalag, a réti füzény, a vesszős füzény, a festő zsoltina és az orvosi zilíz virít. 
A mocsárrétek fontos védett faja a nyári tőzike, mocsári lednek, Tisza-parti margitvirág és a Tiszai-Alföld bennszülött faja, a debreceni torma. 
A Göbe egyik legfontosabb élőhelytípusának a folyómenti puhafaligeteknek, melyek a Tisza-ártér alacsonyabb fekvésű részeinek öntéstalaján élnek, gyakran 3-4 hónapig is víz alatt lehetnek.  Uralkodó fafajai a fehér fűz, törékeny fűz, fehér nyár és  fekete nyár, vénic-szil és magyar kőris. 
Az alsó cserjeszintet pedig a koronába felkúszó liánok: komló, réti iszalag, ligeti szőlő és sövényszulák alkotják. 
A gyepszint magas növényei közül jellemző a sárga nőszirom, nyári tőzike, az időszakos magas vízállást tűrő mocsári fajok: vízi hídőr, a vízi kányafű, a mocsári gólyahír, vízi peszérce, a kiszáradó területeken tömegesen elszaporodó nagy csalán és hamvas szeder. 
Az erdőszéleken számos tájidegen faj is él, ilyen a liánok közül a süntök és a parti szőlő, mely függönyszerűen sző be mindent, valamint egy agresszív gyomfaja, a gyalogakác és gyomként van jelen a magas aranyvessző, a kisvirágú nebáncsvirág a bíbor nebáncsvirág és a seprence.

## Állatvilága

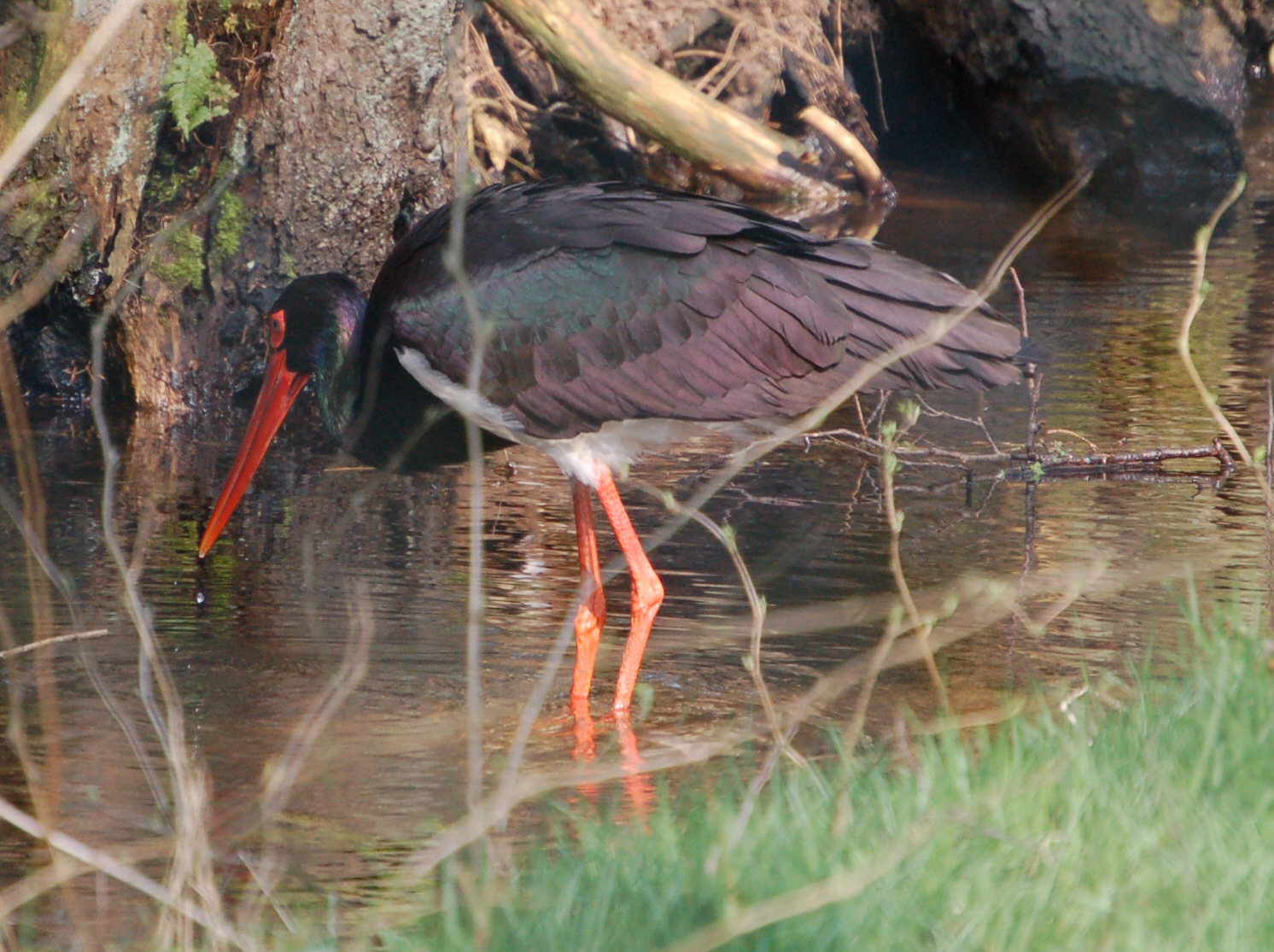
Feketególya (Ciconia nigra)

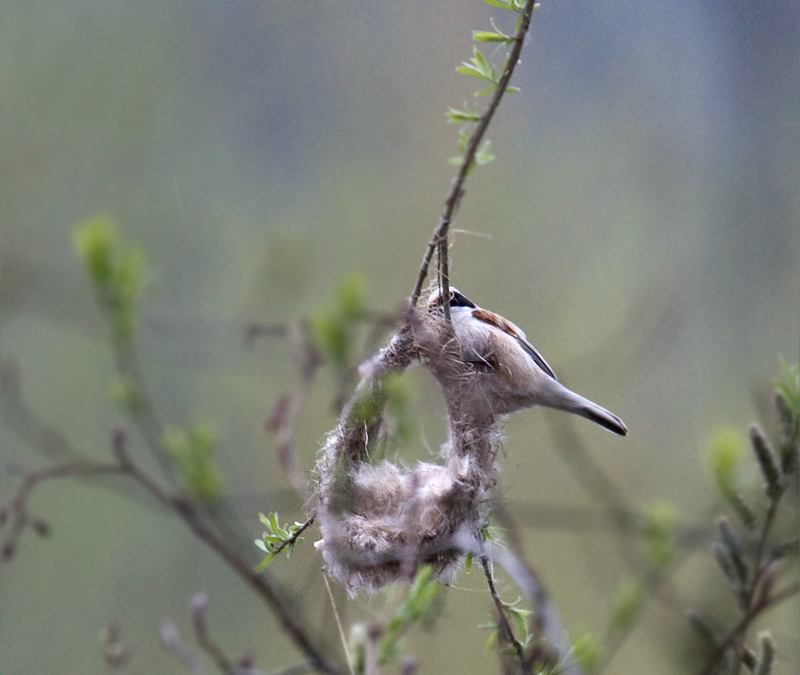
Függőcinege (European Penduline)

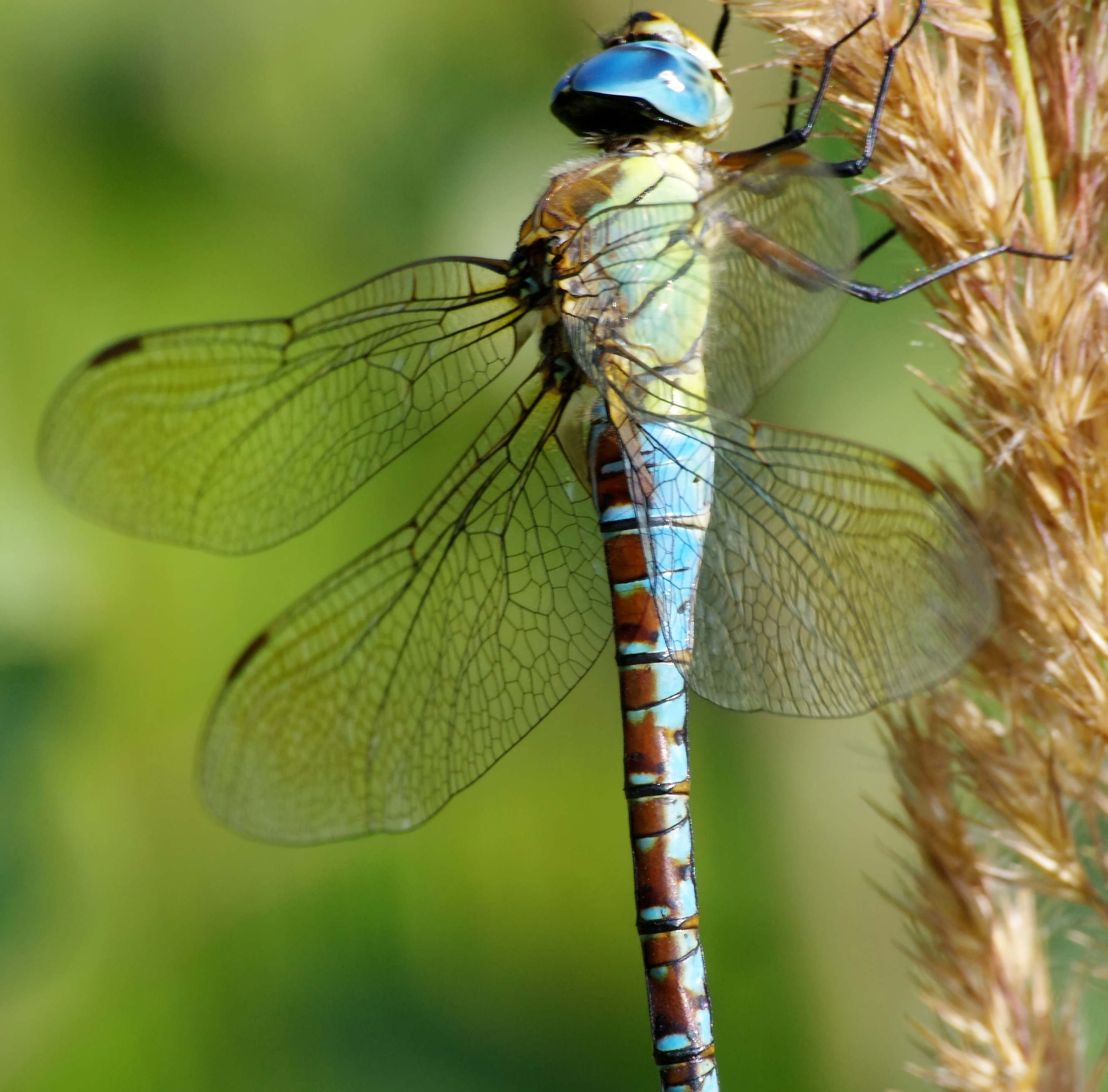
Gyakori acsa (Aeshna affinis)

A rovarok közül megtalálható itt számos szitakötő faj; ilyen az egyik legnagyobb hazai faj, az óriás szitakötő, a nádi acsa, a gyakori acsa és a lapos szitakötő, valamint a nyár végén-ősz elején gyakori tócsa-szitakötő (Sympetrum) fajok. 
Az úszóhínárban a ragadozó életmódú rovarlárvák (pl. szitakötők) és vízi poloskák (pl. vízi skorpió, botpoloska, hanyattúszó poloskák - Notonecta spp.) élnek. A csíkbogaraknak mind a lárvái, mind a kifejlett alakjai ragadozók. A nagy vízibogárfajok közül a nagy búvárbogár, a kisebb fajok közül a barázdás csíkbogár, a pettyes csíkbogár és a közönséges paránycsíkbogár, a csiborfélék (Hydrophilidae) nagy testméretű fajai közül pedig, az óriáscsibor és a nagy csibor él itt.
A mocsárrétek fontos védett faja a nagy vízi sóskaféléken fejlődő nagy tűzlepke. 
Az idős puhafás ligetekben pedig a pusztuló fában fejlődő rovarfajok közül a márványos virágbogár, a kis szarvasbogár, a pézsmacincér és nyárfacincér-fajok élnek. 
Gazdag madárvilága számára jó költési lehetőségeket nyújtanak a puhafás ligeterdők.
Az odúlakó fajok közül itt él a zöld küllő, szürke küllő, nagy fakopáncs, balkáni fakopáncs és a fekete harkály. Előfordul itt a fokozottan védett szalakóta is és gyakoriak a seregély, a szürke légykapó és a cinegefélék. 
A lombkoronában költő fajok közül gyakori az örvösgalamb, vadgerle, sárgarigó, ritkább a kis őrgébics is, míg a víz fölé hajló ágakra a függőcinege épít művészi szövésű fészket. 
A dús, szinte áthatolhatatlan aljnövényzetű erdőben pedig a fülemüle és a berki tücsökmadár él. 
A területen gémtelep ugyan nem alakult ki, de a közeli gémtelepek lakói gyakran látogatnak ide, különösen a kis kócsag és a bakcsó, míg ritkábban az üstökösgém, szürke gém és a kárókatona is. A zavartalan, nagy kiterjedésű ligeterdők lakója a fekete gólya és a rétisas csak néha, leginkább vonulási időben figyelhető meg, míg jóval gyakoribb a barna kánya, a héja és az egerészölyv, téli vendégként pedig a gatyás ölyv és a kékes rétihéja is el-el látogat a vidékre.

## Galéria

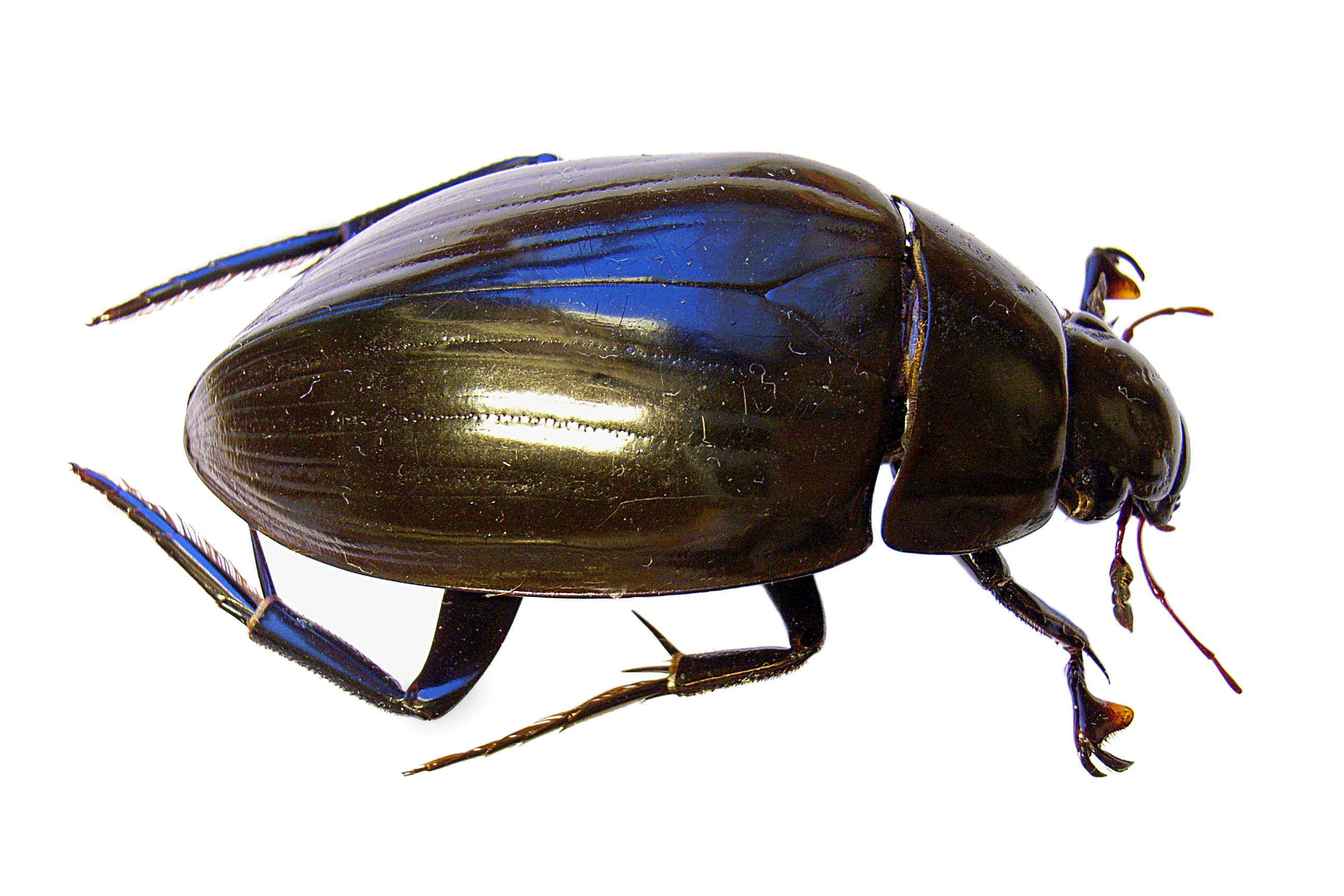
Közönséges óriáscsibor (Hydrophilus piceus)
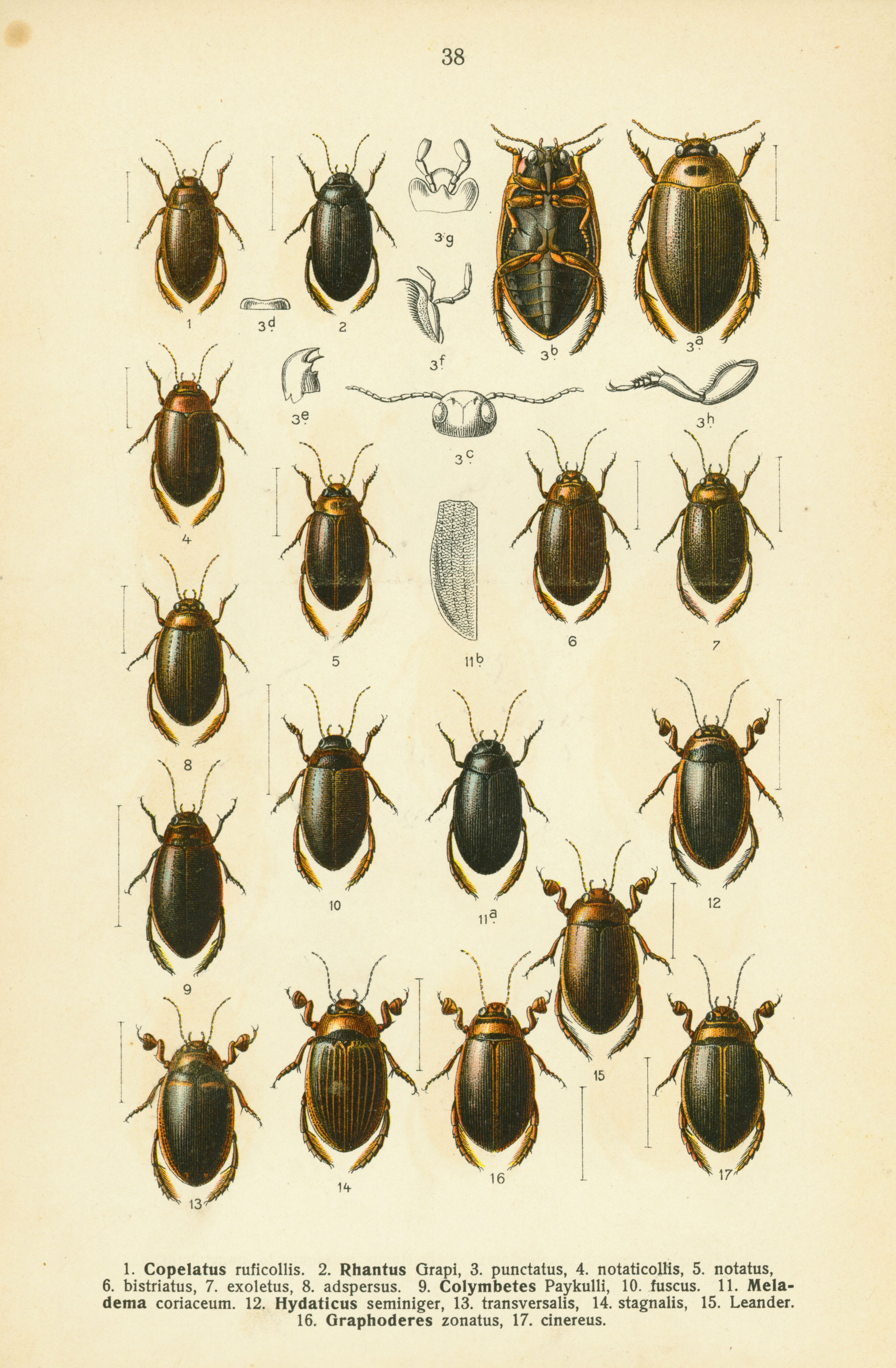
Pettyes csíkbogár (Rhantus punctatus)
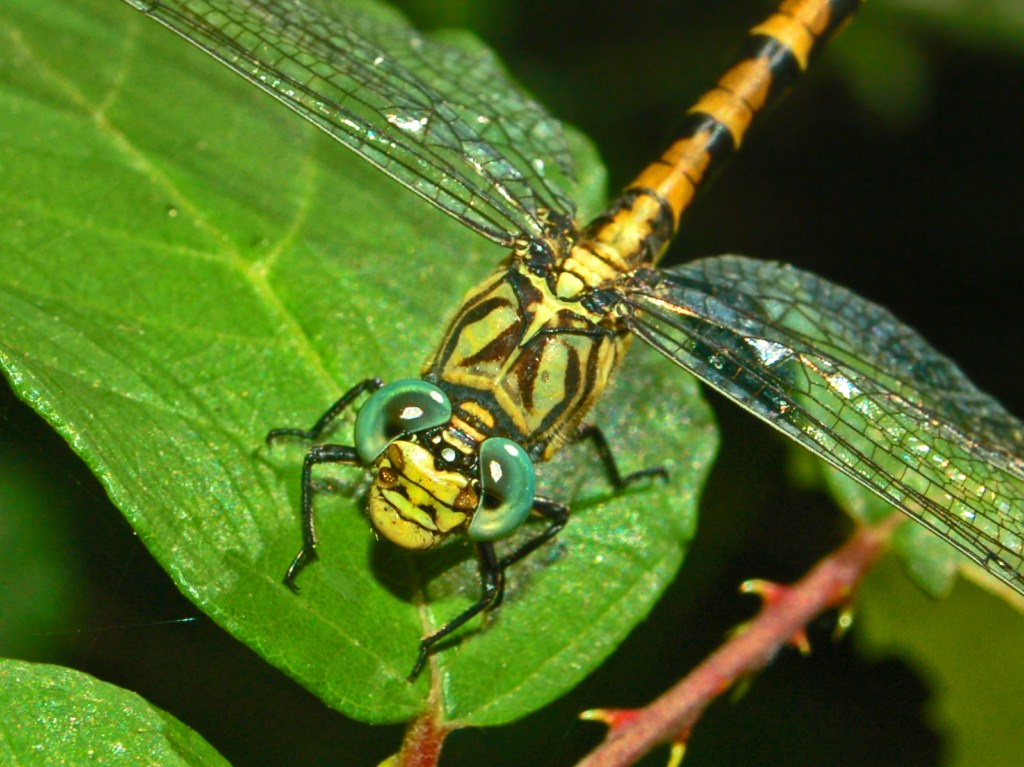
Lapos szitakötő (Onychogomphus forcipatus)
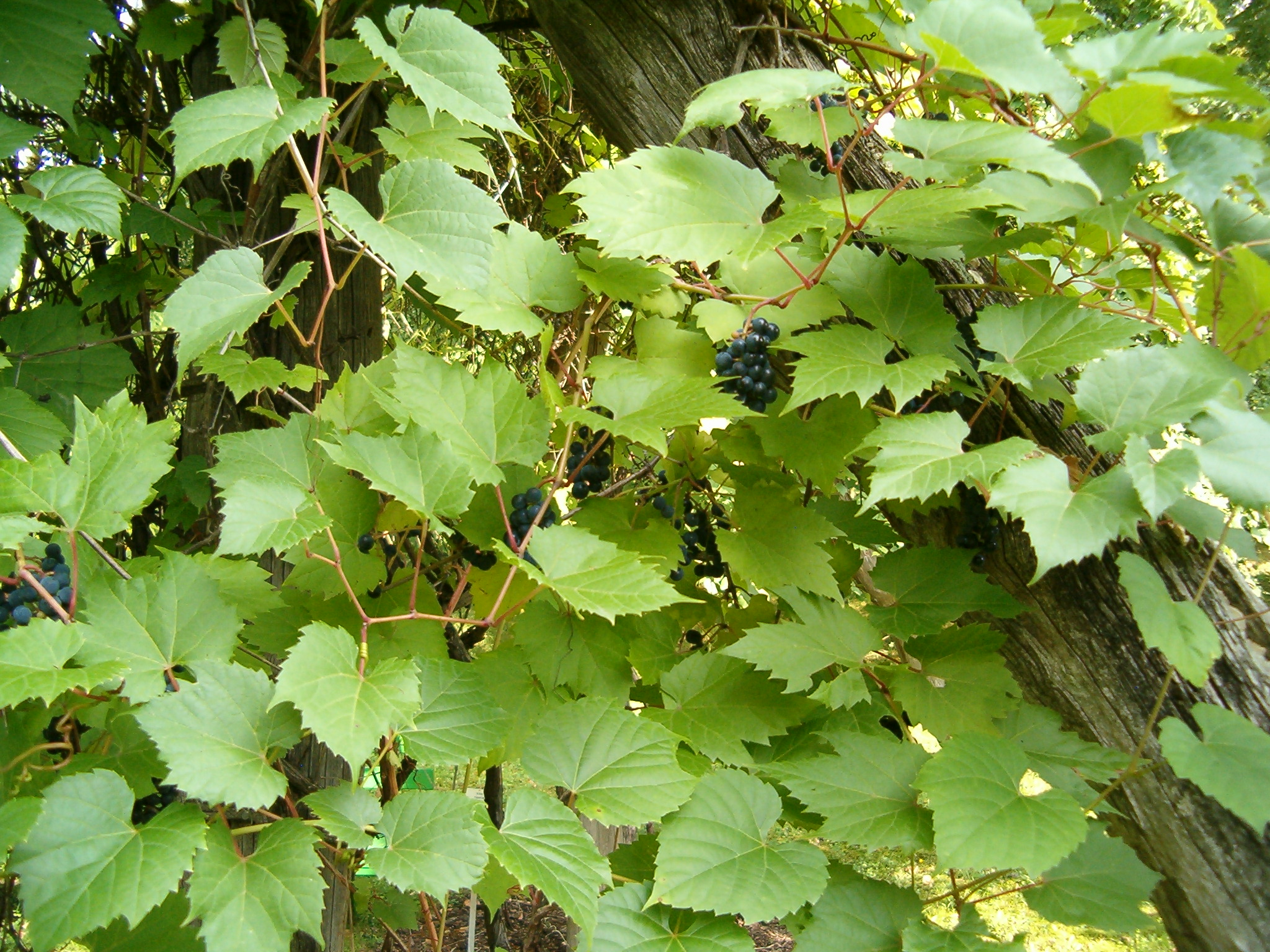
Parti szőlő (Vitis riparia)
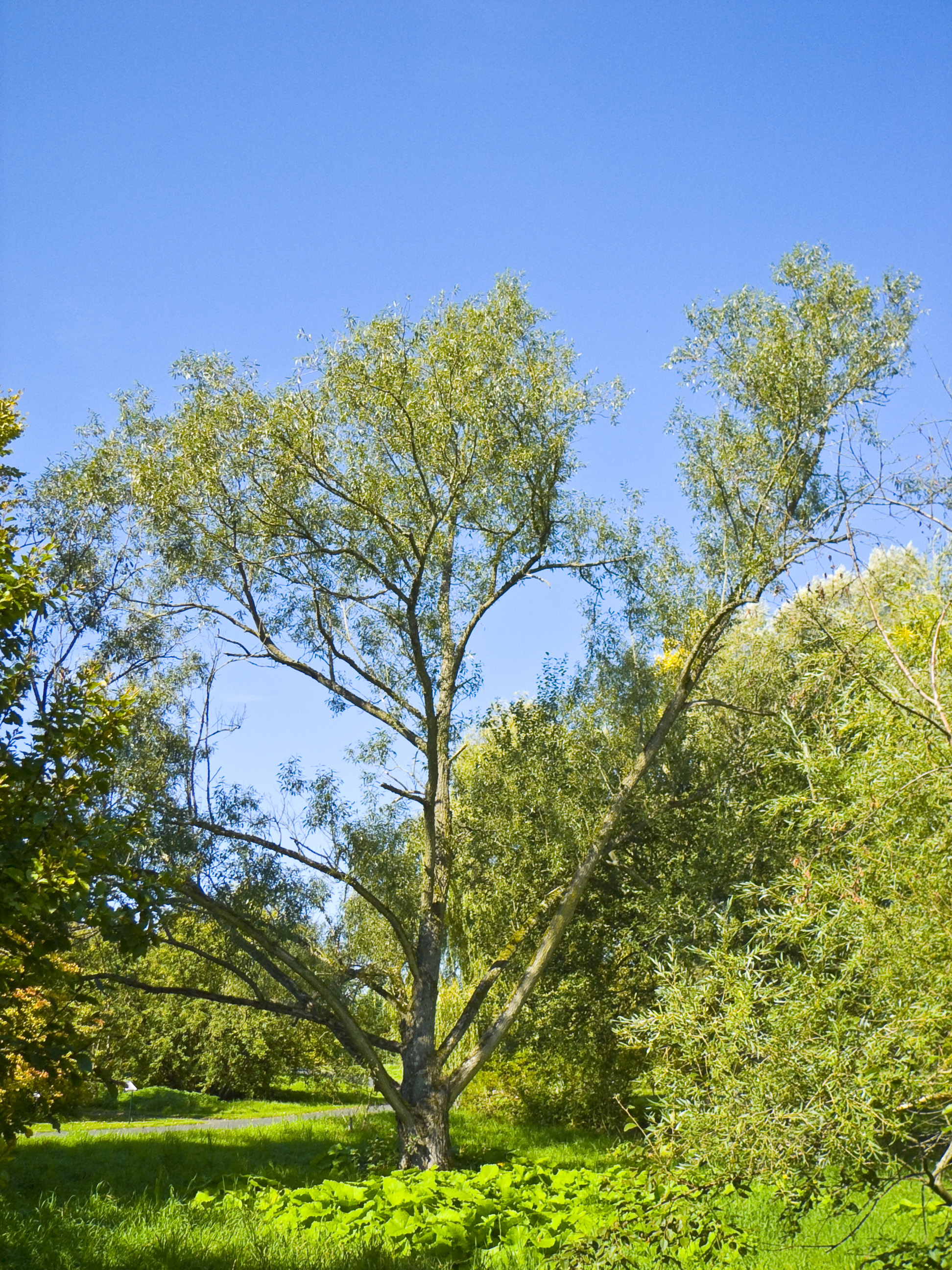
Törékeny fűz (Salix fragilis)
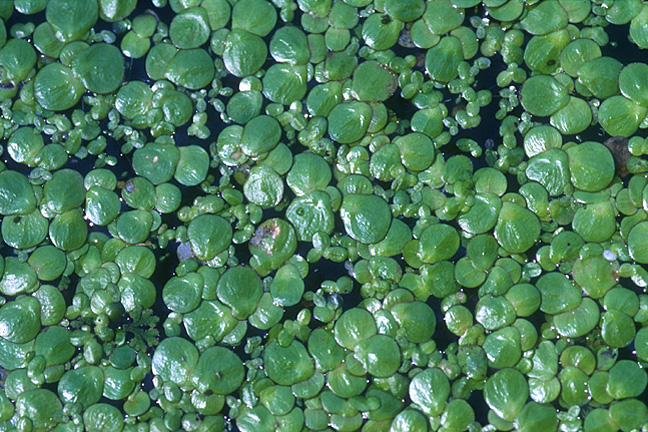
Bolytos békalencse (Spirodela polyrrhiza)
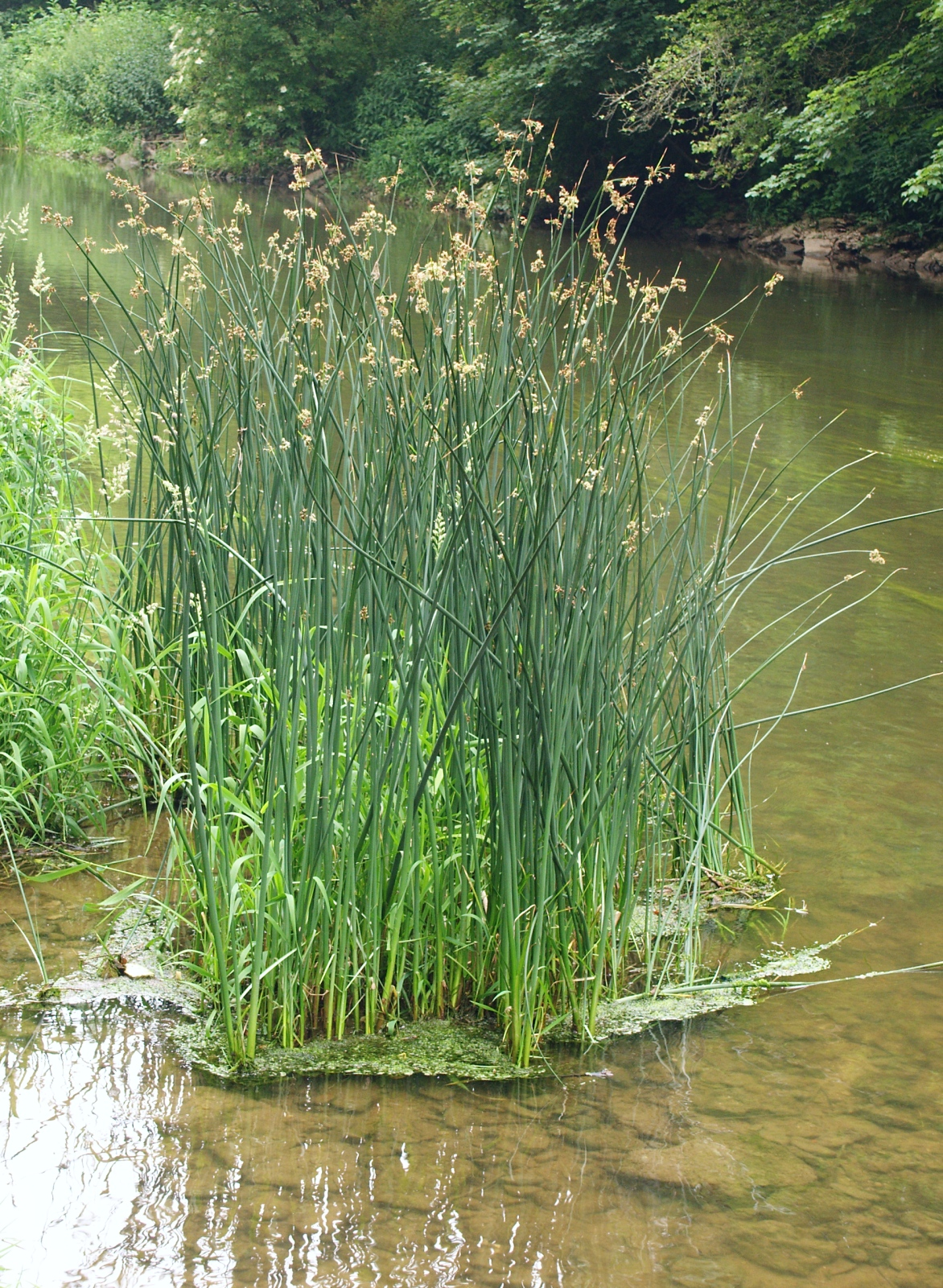
Tavi káka (Schoenoplectus lacustris)
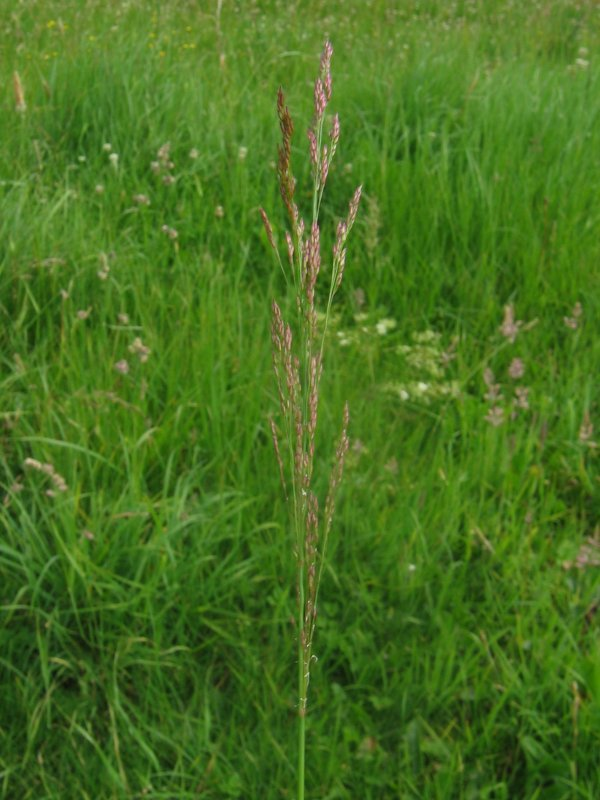
Tarackos tippan (Agrostis stolonifera)